# Eredivisie (mannenhandbal) 2018/19
De Eredivisie is de hoogste afdeling van het Nederlandse handbal bij de heren op landelijk niveau. Er nemen twaalf teams deel aan de reguliere competitie. Tijdens de aansluitende nacompetitie worden de zes ploegen, die vooraf in de BENE-League hebben gespeeld, hier aan toegevoegd. In het seizoen 2018/2019 werd Green Park Handbal Aalsmeer landskampioen. DEF-Fire/Aristos, Herpertz Bevo HC 2 en Wematrans/Quintus 2 degradeerden naar de Eerste divisie.

## Opzet
Vanaf het seizoen 2017-18 is, voor ten minste drie seizoenen, sprake van een gewijzigde opzet. Dit seizoen is er nog een extra wijziging doorgevoerd met betrekking tot de uitwisseling tussen de BENE-League en de eredivisie. Net als in voorgaande seizoenen, zijn de BENE-League en de eredivisie deels met elkaar verweven. De zes "beste" ploegen van het voorafgaande seizoen, spelen eerst een volledige competitie in BENE-League verband, terwijl de overige 12 ploegen eerst een volledige reguliere competitie in eredivisie verband spelen.
Na beëindiging van deze twee competities worden de achttien ploegen bij elkaar gevoegd, waarbij:
- De vier Nederlandse teams, die in BENE-League als hoogste zijn geëindigd, gaan strijden voor het Nederlands kampioenschap. Deze vier teams komen daarnaast volgend seizoen weer in de BENE-League uit. Op nationaal niveau worden dit uiteindelijk de teams op de plaatsen 1 t/m 4 in de eindrangschikking.
- Vorig seizoen speelden de twee Nederlandse teams, die in BENE-League als laagste zijn geëindigd, plus de twee teams, die in het reguliere eredivisie seizoen als hoogste zijn geëindigd, onderling voor twee plekken in de BENE-League van volgend seizoen. Dit seizoen is dat gewijzigd. Het Nederlandse team, dat in BENE-League, als laagste is geëindigd, speelt volgend seizoen in de reguliere eredivisie. Men zou kunnen zeggen dit team degradeert. Het team dat in het reguliere eredivisie seizoen als eerste is geëindigd, speelt in de BENE-League van volgend seizoen. Men zou kunnen zeggen dit team promoveert. Het Nederlandse team, dat in de BENE-League als een-na-laatste is geëindigd, en het team dat in het reguliere eredivisie seizoen als tweede is geëindigd, maken onderling in een best-of-three uit, wie volgend seizoen in de BENE-League speelt. Op nationaal niveau worden dit uiteindelijk de teams op de plaatsen 5 t/m 8 in de eindrangschikking.
- De acht teams, die in het reguliere eredivisie seizoen op de plaatsen 3 t/m 10 zijn geëindigd, spelen zogenaamde runner-up wedstrijden voor uiteindelijk de plaatsen 9 t/m 16 in de eindrangschikking op nationaal niveau.
- De twee teams, die in het reguliere eredivisie seizoen als laagste zijn geëindigd, plus de vier periodekampioenen van de eerste divisie, gaan strijden voor één plek in de eredivisie van volgend seizoen. Voor de twee eredivisie ploegen geldt dat zij uiteindelijk op nationaal niveau de teams op de plaatsen 17 en 18 worden.

Er promoveert dus zeker één ploeg, en mogelijk een tweede ploeg via de nacompetitie, naar de BENE-League. Net zo degradeert er zeker één ploeg, en mogelijk een tweede ploeg via de nacompetitie, naar de eerste divisie.

## Teams
| Ploeg                         | Plaats         | Provincie     | Trainer(s)                                               | Hal                       |
| Eredivisie                    | Eredivisie     | Eredivisie    | Eredivisie                                               | Eredivisie                |
| ----------------------------- | -------------- | ------------- | -------------------------------------------------------- | ------------------------- |
| Green Park Handbal Aalsmeer 2 | Aalsmeer       | Noord-Holland | Djordje Stevanović                                       | De Bloemhof               |
| DEF-Fire/Aristos              | Amsterdam      | Noord-Holland | Maarten Roestenburg                                      | Aristoshal                |
| Herpertz Bevo HC 2            | Panningen      | Limburg       | Marcel Idink                                             | De Heuf                   |
| SMEZO/BFC                     | Beek           | Limburg       | Nick Onink                                               | De Haamen                 |
| DFS Arnhem                    | Arnhem         | Gelderland    | Fred Michielsen                                          | Elderveld                 |
| Oosting Metaal Recycling/E&O  | Emmen          | Drenthe       | Freek Gielen                                             | Angelslo                  |
| AJ Sports/Hellas              | 's-Gravenhage  | Zuid-Holland  | Hans van Dijk                                            | Hellashal                 |
| Stipt Payroll/Houten          | Houten         | Utrecht       | Rick Louw                                                | The Dome                  |
| OCI-LIONS 2                   | Sittard-Geleen | Limburg       | Bart Hofmeyer                                            | Glanerbrook               |
| Wematrans/Quintus 2           | Kwintsheul     | Zuid-Holland  | Jack van Lier                                            | Eekhout Hal               |
| RED-RAG/Tachos                | Waalwijk       | Noord-Brabant | Vladan Mijalković                                        | de Slagen                 |
| BodyResults/Volendam 2        | Volendam       | Noord-Holland | Martijn Cappel Kees Boomhouwer ontslagen in januari 2019 | Opperdam                  |
| BENE-League                   |                |               |                                                          |                           |
| Green Park Handbal Aalsmeer   | Aalsmeer       | Noord-Holland | Bert Bouwer                                              | De Bloemhof               |
| Herpertz Bevo HC              | Panningen      | Limburg       | Jo Smeets                                                | De Heuf                   |
| JD Techniek/Hurry-Up          | Zwartemeer     | Drenthe       | Tim Remer Manuël Kremer                                  | Succes Holidayparcs Arena |
| OCI-LIONS                     | Sittard-Geleen | Limburg       | Lambert Schuurs Mark Schmetz ontslagen in maart 2019     | Stadssporthal             |
| Wematrans/Quintus             | Kwintsheul     | Zuid-Holland  | Rob Vis Alex Curescu ontslagen in december 2018          | Eekhout Hal               |
| KRAS/Volendam                 | Volendam       | Noord-Holland | Peter Portengen                                          | Opperdam                  |

## Reguliere competitie

### Stand
| Pos | Team                          | Wed | W  | G | V  | Ptn | DV  | DT  | +/−  | Opmerking                                      |
| --- | ----------------------------- | --- | -- | - | -- | --- | --- | --- | ---- | ---------------------------------------------- |
| 1   | Stipt Payroll/Houten (P)      | 22  | 19 | 2 | 1  | 40  | 680 | 529 | +151 | Promoveert naar de BENE-League                 |
| 2   | AJ Sports/Hellas              | 22  | 18 | 1 | 3  | 37  | 700 | 565 | +135 | Naar best-of-three voor plek in de BENE-League |
| 3   | OCI-LIONS 2                   | 22  | 13 | 1 | 8  | 27  | 589 | 573 | +16  | Speelt runner-up wedstrijden                   |
| 4   | DFS Arnhem                    | 22  | 13 | 0 | 9  | 26  | 632 | 572 | +60  | Speelt runner-up wedstrijden                   |
| 5   | SMEZO/BFC                     | 22  | 12 | 1 | 9  | 25  | 602 | 609 | −7   | Speelt runner-up wedstrijden                   |
| 6   | Oosting Metaal Recycling/E&O  | 22  | 9  | 4 | 9  | 22  | 573 | 578 | −5   | Speelt runner-up wedstrijden                   |
| 7   | Green Park Handbal Aalsmeer 2 | 22  | 9  | 2 | 11 | 20  | 606 | 609 | −3   | Speelt runner-up wedstrijden                   |
| 8   | RED-RAG/Tachos                | 22  | 9  | 1 | 12 | 19  | 602 | 580 | +22  | Speelt runner-up wedstrijden                   |
| 9   | BodyResults/Volendam 2        | 22  | 7  | 3 | 12 | 17  | 608 | 649 | −41  | Speelt runner-up wedstrijden                   |
| 10  | Wematrans/Quintus 2 (R)       | 22  | 6  | 2 | 14 | 14  | 559 | 629 | −70  | Speelt runner-up wedstrijden                   |
| 11  | Herpertz Bevo HC 2            | 22  | 7  | 0 | 15 | 14  | 601 | 676 | −75  | Speelt voor handhaving/degradatie              |
| 12  | DEF-Fire/Aristos              | 22  | 1  | 1 | 20 | 1   | 526 | 709 | −183 | Speelt voor handhaving/degradatie              |

1. ↑  Wematrans/Quintus 2 moest "gedwongen" degraderen. Dit omdat Wematrans/Quintus uit de BENE-League is gedegradeerd. Er mogen op divisie niveau niet 2 teams van dezelfde vereniging in dezelfde divisie uitkomen.
2. ↑  DEF-Fire/Aristos heeft 2 punten in mindering gekregen.

### Uitslagen
| Thuis \ Uit                   | AAL   | ARI   | BEV   | BFC   | DFS   | E&O   | HEL   | HOU   | LIO   | QUI   | TAC   | VOL   |
| ----------------------------- | ----- | ----- | ----- | ----- | ----- | ----- | ----- | ----- | ----- | ----- | ----- | ----- |
| Green Park Handbal Aalsmeer 2 |       | 38–29 | 37–21 | 24–29 | 30–28 | 26–26 | 29–33 | 31–31 | 30–32 | 34–28 | 30–22 | 22–21 |
| DEF-Fire/Aristos              | 26–35 |       | 31–23 | 24–29 | 23–34 | 26–31 | 25–41 | 25–35 | 23–31 | 21–23 | 15–30 | 26–26 |
| Herpertz Bevo HC 2            | 23–25 | 30–29 |       | 31–27 | 34–22 | 26–27 | 24–35 | 27–35 | 36–27 | 34–26 | 32–31 | 37–34 |
| SMEZO/BFC                     | 26–25 | 33–20 | 35–28 |       | 26–24 | 21–18 | 28–33 | 26–36 | 28–32 | 31–29 | 32–25 | 18–24 |
| DFS Arnhem                    | 30–20 | 42–27 | 34–18 | 32–25 |       | 33–26 | 26–27 | 25–26 | 21–34 | 28–22 | 28–26 | 35–28 |
| Oosting Metaal Recycling/E&O  | 26–23 | 27–20 | 27–23 | 22–28 | 19–31 |       | 20–27 | 22–26 | 34–25 | 24–26 | 23–20 | 26–27 |
| AJ Sports/Hellas              | 37–21 | 38–25 | 28–25 | 31–17 | 27–25 | 35–38 |       | 24–24 | 29–22 | 39–27 | 35–29 | 32–27 |
| Stipt Payroll/Houten          | 32–17 | 35–24 | 41–25 | 33–24 | 31–23 | 31–26 | 31–20 |       | 28–25 | 25–18 | 29–31 | 32–22 |
| OCI-LIONS 2                   | 31–30 | 34–21 | 30–22 | 28–31 | 23–20 | 19–19 | 18–37 | 21–27 |       | 35–26 | 22–21 | 30–18 |
| Wematrans/Quintus 2           | 24–32 | 28–19 | 29–27 | 24–29 | 28–31 | 27–27 | 29–33 | 21–33 | 24–20 |       | 26–26 | 23–22 |
| RED-RAG/Tachos                | 26–20 | 34–22 | 34–26 | 32–25 | 23–27 | 25–32 | 24–31 | 19–22 | 24–25 | 29–25 |       | 40–26 |
| BodyResults/Volendam 2        | 28–27 | 32–25 | 32–29 | 34–34 | 29–33 | 33–33 | 31–28 | 33–37 | 24–25 | 30–26 | 27–31 |       |

## Nacompetitie

### Handhaving/promotie poules
De nummers 11 en 12 van de reguliere eredivisie competitie spelen samen met de 4 periodekampioenen van de eerste divisie voor 1 plek in de Eredivisie 2019/20
Eerst worden de teams in 2 poules van 3 teams onderverdeeld. De nummer 11 van de eredivisie wordt samen met de 2 periode kampioenen uit de eerste divisie, die in de reguliere competitie als laagste zijn geëindigd, in 1 poule ingedeeld. De resterende teams komen in de andere poule. In beide poules wordt een volledige competitie gespeeld. De winnaaes van de 2 poules spelen een best-of-two voor de resterende plek in de Eredivisie 2019/20. De 5 teams die zich niet de winnaar mogen noemen spelen volgend seizoen in de Eerste divisie 2019/20.

#### Teams
| Positie               | Team                | Opmerking                      |
| --------------------- | ------------------- | ------------------------------ |
| No. 11 eredivisie     | Herpertz Bevo HC 2  |                                |
| No. 12 eredivisie     | DEF-Fire/Aristos    |                                |
| No. 04 eerste divisie | Olympia '89/DOS '80 | Vervanger winnaar 1ste periode |
| No. 05 eerste divisie | DIOS                | Winnaar 3de periode            |
| No. 06 eerste divisie | G.H.V.              | Vervanger winnaar 2de periode  |
| No. 07 eerste divisie | EHC                 | Vervanger winnaar 4de periode  |

#### Poule A

##### Stand
| Pos | Team               | Wed | W | G | V | Ptn | DV  | DT  | +/− | Opmerking                                           |
| --- | ------------------ | --- | - | - | - | --- | --- | --- | --- | --------------------------------------------------- |
| 1   | Herpertz Bevo HC 2 | 4   | 4 | 0 | 0 | 8   | 136 | 106 | +30 | Naar best-of-two voor plek in de eredivisie 2019/20 |
| 2   | G.H.V.             | 4   | 2 | 0 | 2 | 4   | 121 | 120 | +1  | Speelt volgend seizoen eerste divisie 2019/20       |
| 3   | EHC                | 4   | 0 | 0 | 4 | 0   | 101 | 132 | −31 | Speelt volgend seizoen eerste divisie 2019/20       |

##### Uitslagen
| Thuis \ Uit        | BEV   | EHC   | GHV   |
| ------------------ | ----- | ----- | ----- |
| Herpertz Bevo HC 2 |       | 31–26 | 34–25 |
| EHC                | 26–34 |       | 27–28 |
| G.H.V.             | 29–37 | 39–22 |       |

#### Poule B

##### Stand
| Pos | Team                    | Wed | W | G | V | Ptn | DV  | DT  | +/− | Opmerking                                           |
| --- | ----------------------- | --- | - | - | - | --- | --- | --- | --- | --------------------------------------------------- |
| 1   | Olympia '89/DOS '80 (P) | 4   | 4 | 0 | 0 | 8   | 121 | 89  | +32 | Naar best-of-two voor plek in de eredivisie 2019/20 |
| 2   | DEF-Fire/Aristos (R)    | 4   | 2 | 0 | 2 | 4   | 108 | 110 | −2  | Speelt volgend seizoen eerste divisie 2019/20       |
| 3   | DIOS                    | 4   | 0 | 0 | 4 | 0   | 87  | 117 | −30 | Speelt volgend seizoen eerste divisie 2019/20       |

##### Uitslagen
| Thuis \ Uit         | ARI   | DIO   | O&D   |
| ------------------- | ----- | ----- | ----- |
| DEF-Fire/Aristos    |       | 24–22 | 26–35 |
| DIOS                | 27–33 |       | 18–29 |
| Olympia '89/DOS '80 | 26–25 | 31–20 |       |

#### Best of Two Promotie/handhaving
| Pos | Team                | Wed | W | G | V | Ptn | DV | DT | +/− | Opmerking                                     |  | O&D   | BEV   |
| --- | ------------------- | --- | - | - | - | --- | -- | -- | --- | --------------------------------------------- |  | ----- | ----- |
| 1   | Olympia '89/DOS '80 | 2   | 1 | 0 | 1 | 2   | 44 | 44 | 0   | Speelt volgend seizoen Eredivisie 2019/20     |  |       | 22–20 |
| 2   | Herpertz Bevo HC 2  | 2   | 1 | 0 | 1 | 2   | 44 | 44 | 0   | Speelt volgend seizoen Eerste divisie 2019/20 |  | 24–22 |       |

1. ↑  Olympia '89/DOS '80 winnen de best-of-two van Herpertz/Bevo HC 2 op basis van de gescoorde doelpunten in de uitwedstrijd.

### Runner-up nacompetitie

#### Ronde 1

##### A
| Pos | Team                | Wed | W | G | V | Ptn | DV | DT | +/− | Opmerking                           |  | LIO   | QUI   |
| --- | ------------------- | --- | - | - | - | --- | -- | -- | --- | ----------------------------------- |  | ----- | ----- |
| 1   | OCI-LIONS 2         | 2   | 2 | 0 | 0 | 4   | 57 | 42 | +15 | Speelt verder voor plaats 9 t/m 12  |  |       | 33–26 |
| 2   | Wematrans/Quintus 2 | 2   | 0 | 0 | 2 | 0   | 42 | 57 | −15 | Speelt verder voor plaats 13 t/m 16 |  | 16–24 |       |

##### B
| Pos | Team                   | Wed | W | G | V | Ptn | DV | DT | +/− | Opmerking                           |  | DFS   | VOL   |
| --- | ---------------------- | --- | - | - | - | --- | -- | -- | --- | ----------------------------------- |  | ----- | ----- |
| 1   | DFS Arnhem             | 2   | 1 | 0 | 1 | 2   | 69 | 51 | +18 | Speelt verder voor plaats 9 t/m 12  |  |       | 44–23 |
| 2   | BodyResults/Volendam 2 | 2   | 1 | 0 | 1 | 2   | 51 | 69 | −18 | Speelt verder voor plaats 13 t/m 16 |  | 28–25 |       |

##### C
| Pos | Team           | Wed | W | G | V | Ptn | DV | DT | +/− | Opmerking                           |  | TAC   | BFC   |
| --- | -------------- | --- | - | - | - | --- | -- | -- | --- | ----------------------------------- |  | ----- | ----- |
| 1   | RED-RAG/Tachos | 2   | 2 | 0 | 0 | 4   | 51 | 48 | +3  | Speelt verder voor plaats 9 t/m 12  |  |       | 26–25 |
| 2   | SMEZO/BFC      | 2   | 0 | 0 | 2 | 0   | 48 | 51 | −3  | Speelt verder voor plaats 13 t/m 16 |  | 23–25 |       |

##### D
| Pos | Team                          | Wed | W | G | V | Ptn | DV | DT | +/− | Opmerking                           |  | E&O   | AAL   |
| --- | ----------------------------- | --- | - | - | - | --- | -- | -- | --- | ----------------------------------- |  | ----- | ----- |
| 1   | Oosting Metaal Recycling/E&O  | 2   | 2 | 0 | 0 | 4   | 70 | 57 | +13 | Speelt verder voor plaats 9 t/m 12  |  |       | 30–29 |
| 2   | Green Park Handbal Aalsmeer 2 | 2   | 0 | 0 | 2 | 0   | 57 | 70 | −13 | Speelt verder voor plaats 13 t/m 16 |  | 28–40 |       |

#### Ronde 2

##### E
| Pos | Team                          | Wed | W | G | V | Ptn | DV | DT | +/− | Opmerking                          |  | AAL   | QUI   |
| --- | ----------------------------- | --- | - | - | - | --- | -- | -- | --- | ---------------------------------- |  | ----- | ----- |
| 1   | Green Park Handbal Aalsmeer 2 | 2   | 1 | 0 | 1 | 2   | 53 | 53 | 0   | Speelt verder voor plaats 13 en 14 |  |       | 25–28 |
| 2   | Wematrans/Quintus 2           | 2   | 1 | 0 | 1 | 2   | 53 | 53 | 0   | Speelt verder voor plaats 15 en 16 |  | 25–28 |       |

1. 1 2  Na de 2 wedstrijden hadden beide ploegen exact herzelfde resultaat. Derhalve moesten 7-meterworpen aansluitend op de tweede wedstrijd de beslissing brengen in de tweekamp. Er werd begonnen met een serie van 5 worpen voor elke ploeg. Beide ploegen scoorden hierin 4 maal. Vervolgens werd er om en om geschoten tot 1 ploeg zou missen. Beide ploegen scoorden de eerste. Bij de tweede scoorde Green Park/Aalsmeer 2 maar miste Wematrans/Quintus 2. Aalsmeer 2 won daarmee het 7-meterschieten met 6–5.

##### F
| Pos | Team                   | Wed | W | G | V | Ptn | DV | DT | +/− | Opmerking                          |  | VOL   | BFC   |
| --- | ---------------------- | --- | - | - | - | --- | -- | -- | --- | ---------------------------------- |  | ----- | ----- |
| 1   | BodyResults/Volendam 2 | 2   | 1 | 0 | 1 | 2   | 56 | 55 | +1  | Speelt verder voor plaats 13 en 14 |  |       | 29–22 |
| 2   | SMEZO/BFC              | 2   | 1 | 0 | 1 | 2   | 55 | 56 | −1  | Speelt verder voor plaats 15 en 16 |  | 33–27 |       |

##### G
| Pos | Team                         | Wed | W | G | V | Ptn | DV | DT | +/− | Opmerking                          |  | LIO   | E&O   |
| --- | ---------------------------- | --- | - | - | - | --- | -- | -- | --- | ---------------------------------- |  | ----- | ----- |
| 1   | OCI-LIONS 2                  | 2   | 1 | 0 | 1 | 2   | 50 | 48 | +2  | Speelt verder voor plaats 9 en 10  |  |       | 28–21 |
| 2   | Oosting Metaal Recycling/E&O | 2   | 1 | 0 | 1 | 2   | 48 | 50 | −2  | Speelt verder voor plaats 11 en 12 |  | 27–22 |       |

##### H
| Pos | Team           | Wed | W | G | V | Ptn | DV | DT | +/− | Opmerking                          |  | DFS   | TAC   |
| --- | -------------- | --- | - | - | - | --- | -- | -- | --- | ---------------------------------- |  | ----- | ----- |
| 1   | DFS Arnhem     | 2   | 1 | 1 | 0 | 3   | 52 | 50 | +2  | Speelt verder voor plaats 9 en 10  |  |       | 25–23 |
| 2   | RED-RAG/Tachos | 2   | 0 | 1 | 1 | 1   | 50 | 52 | −2  | Speelt verder voor plaats 11 en 12 |  | 27–27 |       |

#### Ronde 3

##### Plaats 15/16
| Pos | Team                | Wed | W | G | V | Ptn | DV | DT | +/− | Opmerking                    |  | BFC   | QUI   |
| --- | ------------------- | --- | - | - | - | --- | -- | -- | --- | ---------------------------- |  | ----- | ----- |
| 1   | SMEZO/BFC           | 2   | 1 | 0 | 1 | 2   | 51 | 50 | +1  | 15de in de eindrangschikking |  |       | 25–19 |
| 2   | Wematrans/Quintus 2 | 2   | 1 | 0 | 1 | 2   | 50 | 51 | −1  | 16de in de eindrangschikking |  | 31–26 |       |

##### Plaats 13/14
| Pos | Team                          | Wed | W | G | V | Ptn | DV | DT | +/− | Opmerking                    |  | VOL   | AAL   |
| --- | ----------------------------- | --- | - | - | - | --- | -- | -- | --- | ---------------------------- |  | ----- | ----- |
| 1   | BodyResults/Volendam 2        | 2   | 2 | 0 | 0 | 4   | 57 | 49 | +8  | 13de in de eindrangschikking |  |       | 25–21 |
| 2   | Green Park Handbal Aalsmeer 2 | 2   | 0 | 0 | 2 | 0   | 49 | 57 | −8  | 14de in de eindrangschikking |  | 28–32 |       |

##### Plaats 11/12
| Pos | Team                         | Wed | W | G | V | Ptn | DV | DT | +/− | Opmerking                    |  | TAC   | E&O   |
| --- | ---------------------------- | --- | - | - | - | --- | -- | -- | --- | ---------------------------- |  | ----- | ----- |
| 1   | RED-RAG/Tachos               | 2   | 2 | 0 | 0 | 4   | 65 | 54 | +11 | 11de in de eindrangschikking |  |       | 31–22 |
| 2   | Oosting Metaal Recycling/E&O | 2   | 0 | 0 | 2 | 0   | 54 | 65 | −11 | 12de in de eindrangschikking |  | 32–34 |       |

##### Plaats 9/10
| Pos | Team        | Wed | W | G | V | Ptn | DV | DT | +/− | Opmerking                    |  | LIO   | DFS   |
| --- | ----------- | --- | - | - | - | --- | -- | -- | --- | ---------------------------- |  | ----- | ----- |
| 1   | OCI-LIONS 2 | 2   | 2 | 0 | 0 | 4   | 62 | 51 | +11 | 9de in de eindrangschikking  |  |       | 33–26 |
| 2   | DFS Arnhem  | 2   | 0 | 0 | 2 | 0   | 51 | 62 | −11 | 10de in de eindrangschikking |  | 25–29 |       |

### Promotie/degradatie BENE-League
Het Nederlandse team, dat in de BENE-League als een-na-laatste is geëindigd, en het team dat in het reguliere eredivisie seizoen als tweede is geëindigd, maken onderling in een best-of-three uit, wie volgend seizoen in de BENE-League speelt.

#### Teams
| Positie            | Team                 | Opmerking            |
| ------------------ | -------------------- | -------------------- |
| No. 08 BENE-League | JD Techniek/Hurry-Up | 5de Nederlandse team |
| No. 02 eredivisie  | AJ Sports/Hellas     |                      |

#### Best-of-three
| Pos | Team                 | Wed | W | G | V | Ptn | DV | DT | +/− | Opmerking                          |  | HEL   | HUR   | HEL   |
| --- | -------------------- | --- | - | - | - | --- | -- | -- | --- | ---------------------------------- |  | ----- | ----- | ----- |
| 1   | JD Techniek/Hurry-Up | 3   | 2 | 0 | 1 | 4   | 91 | 77 | 14  | Speelt volgend seizoen BENE-League |  | 32–24 |       | 32–26 |
| 2   | AJ Sports/Hellas     | 3   | 1 | 0 | 2 | 2   | 77 | 91 | −14 | Speelt volgend seizoen Eredivisie  |  |       | 31–27 |       |

### Kampioenspoule

#### Teams
| Positie            | Team                        | Opmerking             |
| ------------------ | --------------------------- | --------------------- |
| No. 03 BENE-League | OCI-LIONS                   | 1ste Nederlandse team |
| No. 04 BENE-League | Green Park Handbal Aalsmeer | 2de Nederlandse team  |
| No. 05 BENE-League | Herpertz Bevo HC            | 3de Nederlandse team  |
| No. 06 BENE-League | KRAS/Volendam               | 4de Nederlandse team  |

#### Stand
| Pos | Team                        | Wed | W | G | V | Ptn | DV  | DT  | +/− | Opmerking                                   |
| --- | --------------------------- | --- | - | - | - | --- | --- | --- | --- | ------------------------------------------- |
| 1   | Green Park Handbal Aalsmeer | 6   | 3 | 1 | 2 | 10  | 176 | 166 | +10 | Spelen best-of-three voor het kampioenschap |
| 2   | KRAS/Volendam               | 6   | 4 | 0 | 2 | 9   | 156 | 152 | +4  | Spelen best-of-three voor het kampioenschap |
| 3   | Herpertz Bevo HC            | 6   | 3 | 0 | 3 | 8   | 176 | 179 | −3  |                                             |
| 4   | OCI-LIONS                   | 6   | 1 | 1 | 4 | 7   | 162 | 173 | −11 |                                             |

#### Uitslagen
| Thuis \ Uit                 | AAL   | BEV   | LIO   | VOL   |
| --------------------------- | ----- | ----- | ----- | ----- |
| Green Park Handbal Aalsmeer |       | 36–26 | 28–28 | 31–24 |
| Herpertz Bevo HC            | 38–30 |       | 29–28 | 25–26 |
| OCI-LIONS                   | 26–30 | 28–35 |       | 24–26 |
| KRAS/Volendam               | 24–21 | 31–23 | 25–28 |       |

## Best of Three
| 25 mei 2019 | Green Park Handbal Aalsmeer | 24–23 | KRAS/Volendam | De Bloemhof, Aalsmeer |
| 25 mei 2019 |                             |       |               | De Bloemhof, Aalsmeer |
| 25 mei 2019 |                             |       |               | De Bloemhof, Aalsmeer |

| 1 juni 2019 | KRAS/Volendam | 23–26 | Green Park Handbal Aalsmeer | Opperdam, Volendam |
| 1 juni 2019 |               |       |                             | Opperdam, Volendam |
| 1 juni 2019 |               |       |                             | Opperdam, Volendam |

| 8 juni 2019 | Green Park Handbal Aalsmeer | v | KRAS/Volendam | De Bloemhof, Aalsmeer |
| 8 juni 2019 |                             |   |               | De Bloemhof, Aalsmeer |
| 8 juni 2019 |                             |   |               | De Bloemhof, Aalsmeer |

## Einduitslag
| 01. | Green Park Handbal Aalsmeer   | - BENE-League 2019/20                                                                             |
| 02. | KRAS/Volendam                 | - BENE-League 2019/20 + EHF Cup                                                                   |
| 03. | Herpertz Bevo HC              | - BENE-League 2019/20                                                                             |
| 04. | OCI-LIONS                     | - BENE-League 2019/20                                                                             |
| 05. | JD Techniek/Hurry-Up          | - BENE-League 2019/20 + Challenge Cup                                                             |
| 06. | Wematrans/Quintus             | - gedegradeerd naar Eredivisie 2019/20                                                            |
| 07. | Stipt Payroll/Houten          | - gepromoveerd naar BENE-League 2019/20                                                           |
| 08. | AJ Sports/Hellas              |                                                                                                   |
| 09. | OCI-LIONS 2                   |                                                                                                   |
| 10. | DFS Arnhem                    |                                                                                                   |
| 11. | RED-RAG/Tachos                |                                                                                                   |
| 12. | Oosting M&R/E&O               |                                                                                                   |
| 13. | BodyResults/Volendam 2        |                                                                                                   |
| 14. | Green Park Handbal Aalsmeer 2 |                                                                                                   |
| 15. | SMEZO/BFC                     |                                                                                                   |
| 16. | Wematrans/Quintus 2           | - Gedegradeerd naar de Eerste divisie 2019/20 i.v.m. degradatie van Quintus 1 uit de BENE-League. |
| 17. | Herpertz Bevo HC 2            | - Gedegradeerd naar de Eerste divisie 2019/20                                                     |
| 18. | DEF-Fire/Aristos              | - Gedegradeerd naar de Eerste divisie 2019/20                                                     |

## Beste handballers van het jaar
Door de coaches zijn bij de heren de volgende spelers verkozen tot beste handballers van het jaar:
| Categorie    | Winnaar        | Club                        |
| ------------ | -------------- | --------------------------- |
| Beste keeper | Gerrie Eijlers | KRAS/Volendam               |
| Beste speler | Tim Bottinga   | Green Park Handbal Aalsmeer |
| Talent       | Alec Smit      | HSG Nordhorn-Lingen         |